# Cunitz (krater wenusjański)
Cunitz – krater uderzeniowy na planecie Wenus, o średnicy 48,6 km, położony na współrzędnych 14,5° szerokości północnej i 350,9° długości wschodniej, w okolicach Gula Mons.
Nazwany nazwiskiem Marii Cunitz, śląskiej astronom, która w swoich badaniach zajmowała się ruchem i fazami Wenus.